# Andrzej Rembieliński
Andrzej Rembieliński (ur. 9 listopada 1931 w Łodzi, zm. 1987) – polski prawnik, profesor nauk prawnych, nauczyciel akademicki Uniwersytetu Mikołaja Kopernika w Toruniu, specjalista w zakresie prawa cywilnego.

## Życiorys
W 1957 był sędzią Sądu Wojewódzkiego dla m. Łodzi. W 1963 uzyskał na Wydziale Prawa UŁ stopień doktora nauk prawnych na podstawie rozprawy o odpowiedzialności za wypadki samochodowe na zasadzie ryzyka. Był kierownikiem Zakładu Prawa Gospodarczego na Wydziale Prawa i Administracji Uniwersytetu Mikołaja Kopernika w Toruniu. W 1970 habilitował się na Wydziale Prawa UŁ na podstawie pracy pt. "Odpowiedzialność cywilna za szkodą
wyrządzoną przez podwładnego". Uzyskał w 1983 tytuł naukowy profesora nadzwyczajnego  nauk prawnych. Otrzymał Krzyż Kawalerski Orderu Odrodzenia Polski oraz Medal Komisji Edukacji Narodowej 1976.

## Wybrane publikacje
- Ogólne warunki umów sprzedaży i dostawy : komentarz według stanu prawnego na dzień 31 marca 1979 r. (współautorzy: Józef Koprowski, Andrzej Jaźwiński, 1979)
- Odpowiedzialność cywilna za szkodę wyrządzoną przez podwładnego (Wydawnictwo Prawnicze, 1969, 1971)
- Odpowiedzialność cywilna zakładu hotelarskiego (współautor: Mirosław Nesterowicz, 1995)
- Odpowiedzialność cywilna zakładu hotelarskiego za rzeczy gości hotelowych (współautor: Mirosław Nesterowicz, 1986)
- Studia z prawa cywilnego. Księga pamiątkowa dla uczczenia 50-lecia pracy naukowej prof. dr. hab. Adama Szpunara (red. nauk., 1983)
- Kodeks cywilny z komentarzem (tomy 1–2; współautorzy: Zdzisław Gordon, Jan Łopuski, Mirosław Nesterowicz, Leopold Stecki, Jan Winiarz, Wydawnictwo Prawnicze, Warszawa 1989)[1]